# Santa Clarita
Santa Clarita és la quarta ciutat en importància al Comtat de Los Angeles, Califòrnia, Estats Units. El 2005 s'estimà una població de 167.954 habitants, sent una de les localitats de major creixement poblacional a l'estat de Califòrnia.